# Charles-Eugène Quinquaud
Charles Eugène Quinquaud (1841-1894) est un médecin français, membre de l'Académie nationale de médecine. Ses travaux en physiologie, menés longtemps en collaboration avec Nestor Gréhant, et ses propres travaux, notamment en Chimie biologique, discipline dont il est un des fondateurs, et médecine infectieuse et dermatologique, font l'objet de nombreuses publications et sont couronnés par plusieurs prix et distinctions académiques, mais sont interrompus par une mort précoce, à 52 ans, des suites d'une fièvre infectieuse.

## Famille
L'année suivant son agrégation, à 43 ans, il épouse Thérèse Caillaux, une élève de Rodin. Le mariage civil se passe à la mairie du Ve arrondissement avec pour témoins : Emile Louis Lenoël, sénateur président du conseil général de la Manche, son jeune collègue physiologiste Charles Richet, déjà professeur agrégé de médecine et futur prix Nobel (en 1913), Eugène Caillaux, ancien ministre des travaux publics, Étienne Vacherot, membre de l'Institut.
De cette union naissent quatre enfants, dont Anna Quinquaud (prix de Rome en 1924), qui hérite de sa mère le goût et le talent de la sculpture, et qui préférera explorer le fin fond de l'Afrique que les mystères du corps humain.

## Biographie
Charles Eugène Quinquaud naît le 26 décembre 1841 à Lafat (Creuse). Selon le professeur Albert Robin, qui évoque les souvenirs des anciens de ce petit village il fut "petit enfant pâle et silencieux, ne jouant jamais, assis le matin avec un livre devant la porte de l'école en attendant qu'elle s'ouvrit." Une jeunesse placée sous le signe du travail, qui le conduit sur les bancs de la faculté de médecine de Limoges, à Paris en 1867 et à l'internat l'année suivante, puis à l'agrégation, qu'il obtient en 1883.
Charles Quinquaud (qui apparaît plutôt dans certaines de ses publications avec le seul prénom d'Eugène) mène sa vie professionnelle à Paris.
En 1880 il reçoit le prix Barbier pour ses recherches d'hématologie clinique.
Charles Quinquaud est élu en 1891 à l'Académie de médecine, par 41 voix sur 73, dans la section : Physique et chimie médicales.. Une première candidature en mai 1888 dans cette section l'avait placé en deuxième position, derrière d'Arsonval (resp. 16 et 51 voix).
Quinquaud exerce principalement à l'Hôpital Saint-Louis. Il enseigne la pathologie interne à l'École pratique de la faculté de médecine de Paris à partir de 1877. Il mène ses travaux de recherche dans le laboratoire de physiologie du Muséum national d'histoire naturelle ou à l'Hôpital Saint-Louis.
Malgré les soins de son maître en médecine Alexandre Laboulbène, Quinquaud meurt brutalement à 52 ans, le 9 janvier 1894 à son domicile 20 boulevard Saint-Gemain dans le 5e arrondissement de Paris, des suites d'une fièvre infectieuse, vraisemblablement contractée au cours de son activité professionnelle,,, dont on sait seulement qu'il fut à même d'établir le diagnostic et le pronostic fatal.

## Principaux travaux
Pour Albert Robin, qui résume ses travaux dans son éloge funèbre, Quinquaud "a puissamment contribué à faire entrer les méthodes de la physique et de la chimie dans les choses de la médecine. Il a éclairé l'histoire de la chaleur animale, la chimie de la respiration morbide  ; il a montré comment s'opérait la désintégration organique sous l'influence des ferments, appliqué la chimie pathologique à la gynécologie, à la dermatologie ; il est l'un des metteurs en train de l'évolution nouvelle de la thérapeutique, par ses recherches sur les formiates, l'eau oxygénée, l'arsenic et les médicaments de la série aromatique. C'est lui qui a découvert les infections bronchiques, séparé la peptonurie primitive du diabète insipide, et démontré qu'une des variétés de  l'ictère grave correspondait à des altérations chimiques bien définies de la glande hépatique. Il est un des créateurs de l'hématologie clinique (...)".
Quinquaud publie en 1872 un ouvrage de 276 pages : Essai sur le puerpérisme infectieux chez la femme et chez le nouveau-né. Cet ouvrage est dédié à ses parents, ses maîtres et amis, en particulier MM. Laboulbène, Charcot, Vulpian, à son professeur de thèse Axenfeld... ainsi qu'à Madame George Sand.
Sa première thèse d'agrégation (1880) porte le titre : Des métastases. Cette même année, Quinquaud publie un ouvrage : Chimie pathologique.
Sa seconde thèse d'agrégation (1883) porte le titre : De la scrofule dans ses rapports avec la phtisie pulmonaire. Il publie également en 1883 un ouvrage de 317 pages : Traité technique de chimie biologique, avec applications à la physiologie, à la pathologie, à la clinique, à la thérapeutique.
Dans un volume récapitulatif de ses travaux jusqu'à l'année 1890, Quinquaud recense 210 items (il intègre dans cette liste les réunions cliniques et leçons de l'Hôpital Saint-Louis); 3 des publications correspondent à des travaux menés avec Paul Schützenberger et 28 publications correspondent à des travaux menés avec Nestor Gréhant. Ces travaux sont regroupés par Quinquaud dans les sections suivantes :
- Technique - Procédés physico-chimiques : Méthodes et appareillages de mesure de la respiration de végétaux, des levures, ou pulmonaire, du volume sanguin, de dosage de l'oxygène, de l'urée et matières azotées, du glycose, des formiates, de l'oxyde de carbone. Décolorimétrie appliquée au dosage de l'hémoglobine. Force musculaire. Capacité respiratoire des tissus.
- Physique appliquée à la physiologie : dosage par spectrophotométrie de l'hémoglobine, effets d'insufflation d'air comprimé dans les poumons, pression de rupture des vaisseaux sanguins, chaleur animale...
- Physique appliquée à la pathologie : puerpérisme infectieux, thermométrie caractéristique de diverses infections, applications de la spectrophotométrie (carcinome stomacal, emphysème pulmonaire, athérome artériel)...
- Chimie appliquée à la physiologie : dénutrition du foie, digestion intestinale, recherche du lieu de formation de l'urée, effets de l'électrisation sur la glycémie, acide carbonique dans le sang, mesure du débit sanguin dans les poumons, élimination des formiates, respiration comparée du sang et des tissus, glycogène et glycémie...
- Chimie appliquée à la pathologie : plasmopathie cellulaire, modification de l'hémoglobine par diverses maladies, diabète peptonurique primitif, troubles de la sécrétion gastrique, phénomènes chimiques de la respiration, de l'urée et du taux de glucose chez les tuberculeux...
- Chimie appliquée à l'étude des lésions : lien entre matières extractives[17] et maladies fébriles, troubles secondaires liés aux substances toxiques, lésions d'ordre chimique dans l'anatomie pathologique (cirrhoses des tuberculeux : influence sur les matières extractives et sels minéraux, tuberculoses : fabrication de toxines par le foyer inflammatoire, tissu cancéreux).
- Anatomie pathologique : endocardite ulcéreuse, altérations multiples dues à la variole, effets de l'infection puerpérale (reins, foie, bronches, plèvre, lymphites, abcès divers).
- Pathologie générale : hématologie (altération du sang dans les maladies : valeurs diagnostiques (notamment d'hémoglobine) pour 57 différentes maladies), hématologie de la grossesse.
- Pathologie interne : crampes des cholériques, rhumatisme articulaire, altération de la fibrine, analyse de l'épidémie de variole de 1870 à l'hôpital de la Pitié, maladie arthrito-suppurative aigüe, puerpérisme infectieux, pneumonie lobulaire, manifestations rhumatoïdes de la dysenterie, de la blennorrhagie, adénome hépatique, ictère grave, épidémie parisienne d'ictères simples (1869), hémorragies des voies biliaires, thrombose de l'aorte...
- Maladies infectieuses : épidémie de choléra de 1869 à l'hôpital Saint-Antoine, puerpérisme infectieux et accidents puerpéraux...
- Neuropathologie - Physiologie : tétanos, méningite chronique de la base de l'encéphale, influence d'une lésion cérébrale sur la motricité, effets hépatiques d'une section de la moelle épinière,effets épileptique et autres de l'élongation d'un nerf, description du panaris nerveux, troubles nerveux résultant de la variole, excitabilité neuromusculaire après section du bulbe rachidien ou d'un nerf, influence de la section de la moelle cervicale sur l'exhalation de l'acide carbonique, de la commotion cérébrale sur la chimie de la respiration, la chaleur animale et la nutrition.
- Dermatologie - Syphiligraphie : lymphangite aigüe, teignes tondantes et pelades, folliculites, dermatite pseudo-exanthématique, dermatite aigüe grave primitive, hématologie des affections cutanées, affections cutanées d'origine rénale, stomatites (érythème et angine hydroïque), hydroa des enfants, eczéma, maladie pigmentaire épithéliomateuse, cellulome kystique éruptif, troubles sensitifs dus à la lèpre, diagnostic précoce de la lèpre par examen bactériologique, effets physicochimiques des dermatites étendues, accidents syphilitiques secondaires...
- Maladies des enfants : hémorragie cérébrale intra-utérine, kyste du gros intestin, puerpérisme infectieux, méningite tuberculeuse, croup, recherches comparatives sur le sang du fœtus, du cordon, du placenta et de la mère, effet mère-fœtus d'une intoxication par l'oxyde de carbone.
- Maladies des vieillards : atrophie extrême du cerveau, syphilis, respiration, hématologie.
- Pathologie expérimentale - Physiologie pathologique : troubles provoqués par des lésions contrôlées des bronches, recherches de physiologie pathologique sur la respiration, mesure du fonctionnement pulmonaire par dosage de l'acide carbonique, effets de la rétention d'urine, effets de la phloridzine sur l'organisme.
- Toxicologie : absorption de vapeurs d'alcool par les poumons, toxicité de l'urée et de l'urine, influence des poisons musculaires sur la force musculaire, étude du Tanguin de Madagascar, action de l'hypnone[18] sur le sang.
- Thérapeutique clinique et expérimentale : action de l'arsenic (liqueur de Fowler) sur le diabète, effets de la suralimentation, nouveau procédé d'anesthésie chloroformique, peptones de fibrine, action du paraldéhyde, inhalation d'oxygène, effet d'injections de kairine (en) sur la nutrition, injections intraveineuses d'eau oxygénée à doses pré-toxiques, effets d'injections de glucoside de boldo sur la thérapeutique du sommeil, influence physiologique des bains chauds et froids, rôle de l'aristol [19] dans le traitement des ulcérations.
- Hygiène : infection nosocomiale, comparaison des vaccins jennerien et de génisse, intoxication par la benzine, influence des eaux sur la contagion typhoïde, danger d'inhalation des vapeurs nitreuses.
- Anatomie - Physiologie générale et comparée : anatomie et développement des bourgeons, fermentation par amylobactères, étude du muguet, variations de l'hémoglobine selon les espèces animales et au sein des espèces, respiration des poissons, respiration des levures et des végétaux.

## Titres, prix et distinctions honorifiques, sociétés savantes
- Interne - Lauréat des hôpitaux de Paris (1868)
- Lauréat de la Faculté de médecine (1872)
- Médecin du Bureau central des höpitaux (1878)
- Lauréat de l'Institut (Académie des sciences). Prix Barbier (1880)
- Concours des prix Montyon (Académie des sciences). Mention honorable avec N. Gréhant (1882)
- Agrégé de la faculté de médecine (1883)
- Lauréat de l'Académie de médecine (Prix Baignet)
- Lauréat de l'Institut (Académie des sciences) (Prix Montyon en physiologie expérimentale) (1887)
- Chevalier de la Légion d'honneur
- Membre puis vice-président de la Société anatomique
- Membre de la Société de biologie, de la société médicale des hôpitaux, de la Société clinique, de la Société d'anthropologie, de la Société botanique de France, de la Société d'entomologie
- Cofondateur et rédacteur en chef du journal la Médecine scientifique, fondé en 1893[20].